# 绫罗绸缎

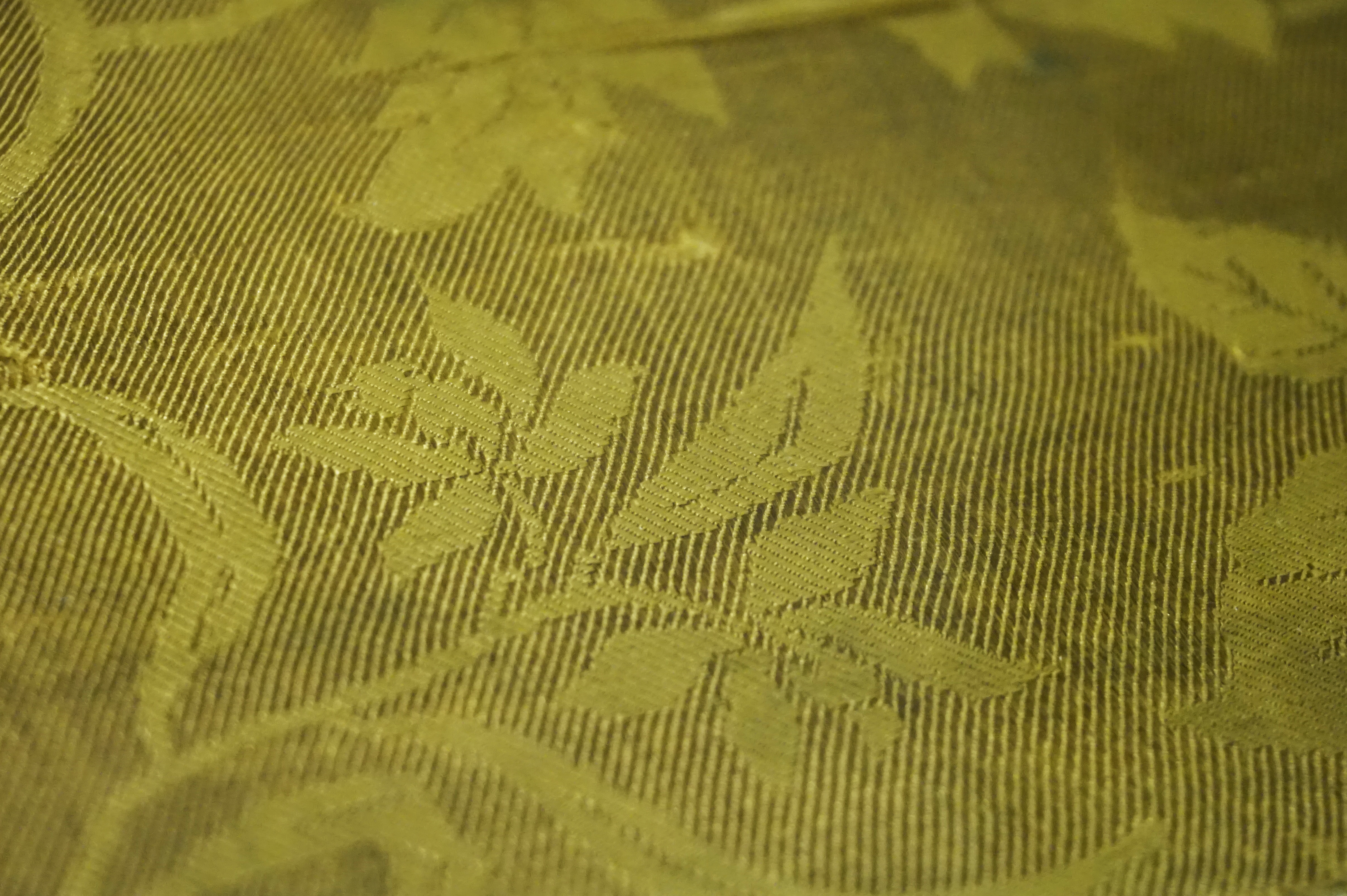
绫：斜纹

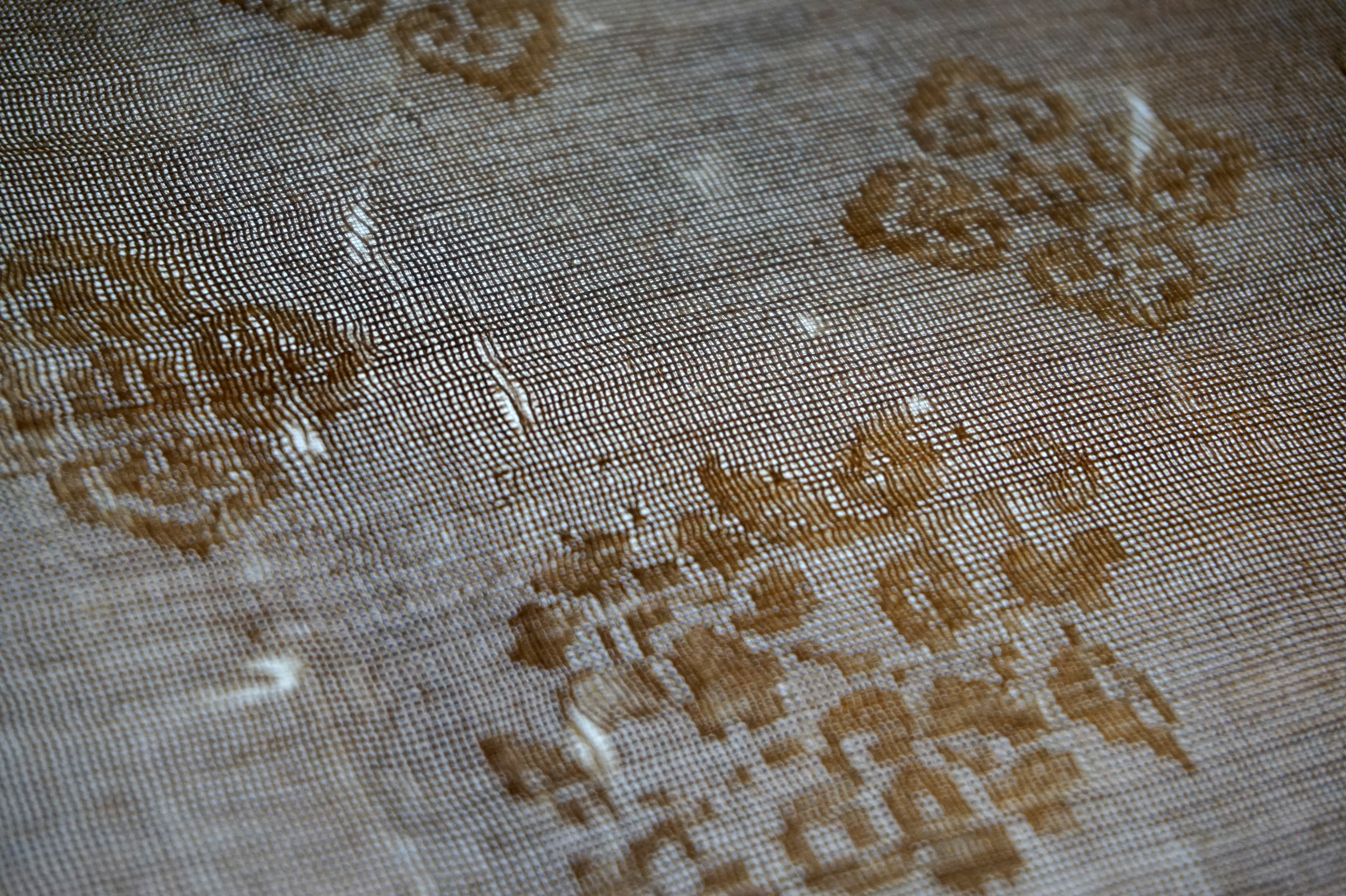
罗：绞经纹

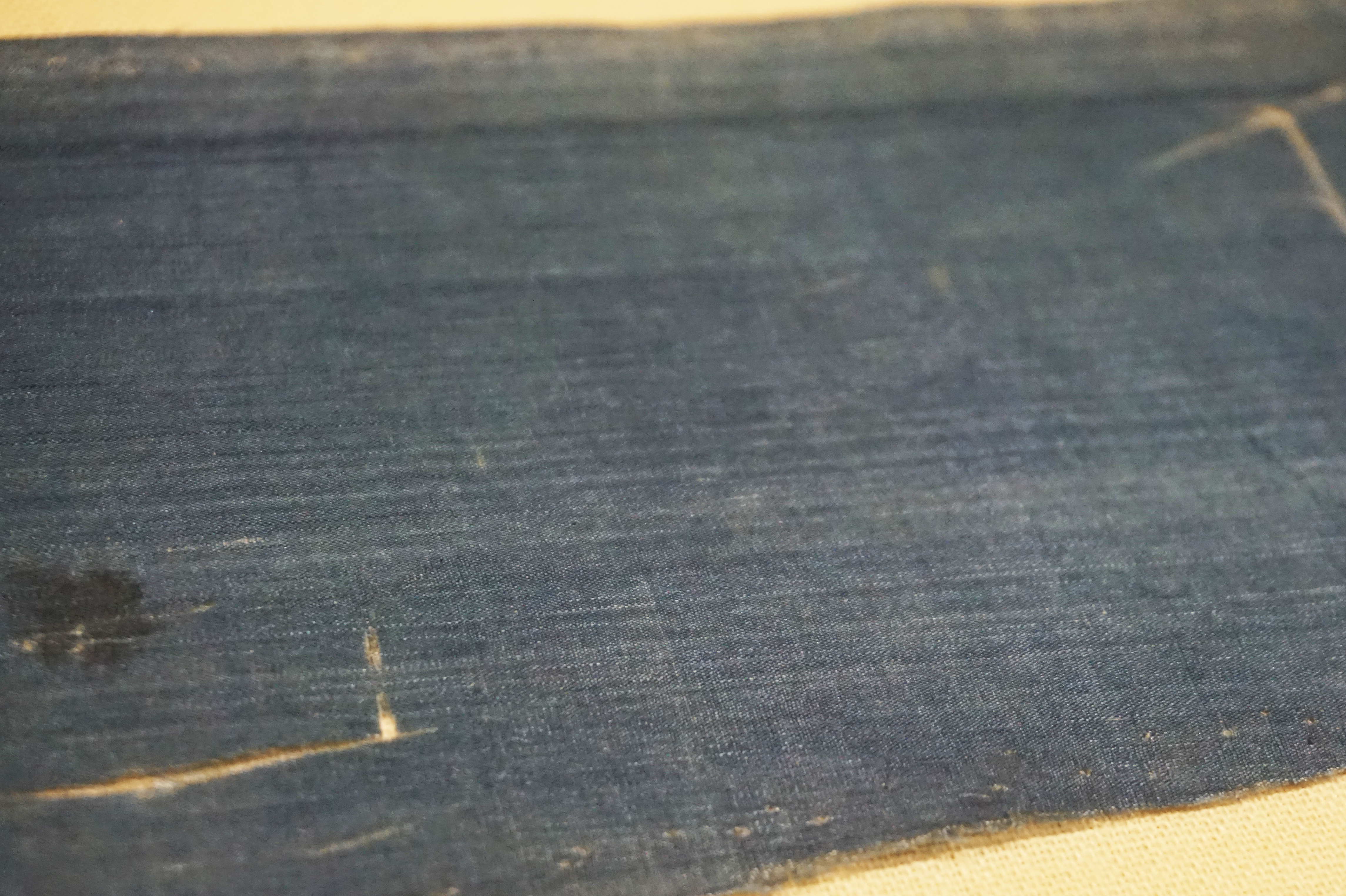
绸（绢）：平纹

绫罗绸缎，是中國傳統絲綢紡織品的四個品種。綾是斜紋，疏鬆輕薄，多用於錦盒包裝，書畫裝裱。羅含有羅網之意，透空露孔，是夏裝的上等衣料。綢為平紋，是最常見的絲綢織品，面料平滑細膩，用途廣泛。緞正面光滑，色彩極為華麗，反面無光，屬於高級絲綢面料，適用於高級禮服。